# Болезнь Сантавуори — Халтиа
Болезнь Сантавуори — Халтиа (восковидный липофусциноз нейронов 1-го типа, англ. INCL, инфантильная форма восковидного липофусциноза нейронов) — редкое наследственное нейродегенеративное заболевание с летальным исходом из группы лизосомных болезней накопления, которое развивается на фоне дефицита фермента лизосом пальмитоил-тио-эстеразы и наследуется по аутосомно-рецессивному типу. Наиболее распространено в Финляндии, где и было описано.

## Эпидемиология
Крайне редкое заболевание: в 1982 году официально сообщалось о 60 случаях во всём мире.

## Эпоним
Первое описание «прогрессивной» энцефалопатии представил B. Hagberg с соавторами в 1968 году. Заболевание названо в честь P. Santavuori и M. Haltia, которые подробно описали клиническую симптоматику в 1973 году.

## Патогенез
Клиническая картина заболевания развивается в результате генетического дефекта фермента лизосом пальметоил-тио-эстеразы, который вызывается мутациями гена CLN1, расположенного на коротком плече 1-й хромосомы (1p34.2). Всего описано более 40 мутаций этого гена. В Финляндии за 98% случаев заболевания отвечает единичная мутация missense Arg122Trp.

## Наследование

Аутосомно-рецессивный механизм наследования болезни Сантавуори — Халтиа: оба родителя больного ребёнка являются носителями дефектного гена (помечен красным кружочком). По законам Менделя вероятность рождения больного ребёнка составляет 25 %.

Болезнь Сантавуори — Халтиа наследуется, как и подавляющее большинство лизосомных болезней накопления, по аутосомно-рецессивному типу — с одинаковой частотой встречается как у мужчин, так и у женщин.